# Bahnhof Lindevang
Lindevang ist eine oberirdische U-Bahn-Station in der dänischen Stadt Frederiksberg, welche nahe der dänischen Hauptstadt Kopenhagen liegt. Die Station wird von den Linien M1 und M2 des Kopenhagener U-Bahn-Systems bedient.
Die Station wurde am 13. Dezember 1986 für die S-tog-Linie Vanløse-Frederiksberg eröffnet. Der Betrieb wurde aber zu Gunsten der U-Bahn am 1. Januar 2000 beendet und nach den Bauarbeiten zur U-Bahn-Strecke umfunktioniert. Die jetzige Station wurde am 12. Oktober 2003 für den neuerbauten U-Bahn-Abschnitt Frederiksberg–Vanløse eröffnet. Der Bahnhof befindet sich oberirdisch in Hochlage. In Lindevang besteht eine Umsteigemöglichkeit zu einer Buslinie.